# San Simón de Guerrero
San Simón de Guerrero é um município do estado do México, no México.